# Nas venčali ne v cerkvi
Nas venčali ne v cerkvi (Нас венчали не в церкви) è un film del 1982 diretto da Boris Vasil'evič Tokarev.

## Trama
Il film racconta la figlia di un pastore che fittiziamente sposa un rivoluzionario. Nel tempo, nasce un vero amore tra loro, ma all'improvviso viene inviato ai lavori forzati.